# Jupiaba apenima
Jupiaba apenima é uma espécie de peixe da família dos caracídeos e da ordem dos caraciformes. Vivem em zonas de clima tropical, na América do Sul, mais especificamente, nas bacias dos rios de Peixoto de Azevedo, no estado do Mato Grosso, no Brasil.